# Jayson Warner Smith
Jayson Warner Smith (Atlanta, 10 de marzo de 1965) es un actor estadounidense que comenzó su carrera en 2010 y es conocido por interpretar a Gavin en la serie de televisión The Walking Dead. También es conocido por su papel en Rectify como Wendall Jelks y as Cooper en The Vampire Diaries.

## Primeros años y carrera
Smith nació en Atlanta. Comenzó en el teatro a los nueve años. También enseña actuación en The Robert Mello Studio en Atlanta. En 2010, finalmente obtuvo un papel secundario más importante en una película de Hollywood. Ha actuado en papeles secundarios en películas y programas de televisión como la nueva versión de 2011 Footloose Anchorman II, The Vampire Diaries, 99 Homes, Mississippi Grind, 42, y Fox's Sleepy Hollow.
Además de esos créditos, Smith es mejor conocido por su interpretación del recluso condenado a muerte Wendall Jelks en "Rectify" de Sundance TV. A partir de 2015, Smith actuó en papeles secundarios en las películasDevil and the Deep Blue Sea, Christine, The Birth of a Nation y Mena. Atlanta sigue siendo su hogar y vive en Sandy Springs con su esposa Lisa. Alexander White lo representa en Atlanta y en Los Angeles. En 2016 obtuvo el papel de Gavin para The Walking Dead en donde se dio a conocer.

## Filmografía

### Películas
| Año  | Título                            | Rol                                | Notas          |
| ---- | --------------------------------- | ---------------------------------- | -------------- |
| 1991 | Last Breeze of Summer             | Policía Escolar #2                 | cortometraje   |
| 2001 | Losing Grace                      | EMT                                |                |
| 2006 | Fatwa                             | Profesor                           |                |
| 2009 | The Way of War                    | Seven                              |                |
| 2009 | The People v. Leo Frank           | William Smith / Narrador           |                |
| 2009 | The Joneses                       | Maitre d'                          |                |
| 2010 | Lottery Ticket                    | Maitre d'                          | no acreditado  |
| 2011 | Footloose                         | Oficial Herb                       | no acreditado  |
| 2012 | Angel of Mercy                    | Padre Clarke                       | cortometraje   |
| 2013 | 42                                | Asistente de gasolinera blanca     |                |
| 2013 | Anchorman 2: The Legend Continues | Chico con un cuchillo en la cabeza |                |
| 2014 | Trouble in the Neighborhood       | Judd                               | cortometraje   |
| 2014 | 99 Homes                          | Jeff                               |                |
| 2014 | Heavy Water                       | Mickey                             |                |
| 2015 | Mississippi Grind                 | Clifford                           |                |
| 2015 | I Saw the Light                   | Hank Snow                          |                |
| 2016 | Christine                         | Mitch                              |                |
| 2016 | The Book of Love                  | Tío Glen                           |                |
| 2016 | The Birth of a Nation             | Hank Fowler                        |                |
| 2017 | American Made                     | Bill Cooper                        | Cocainómano #1 |
| 2017 | Thank You for Your Service        | Via Receptionista                  |                |
| 2018 | All or Nothing                    | Kirk                               |                |
| 2018 | St. Agatha                        | Padre de Mary                      |                |
| 2018 | Billionaire Boys Club             | Inversor                           |                |
| 2019 | Reckoning                         | Wade Runion                        |                |
| 2019 | Rest Stop                         | Mitch Forsyth                      | cortometraje   |
| 2019 | Only                              | Arthur                             |                |
| 2019 | Age Difference                    | Richard                            | cortometraje   |

### Televisión
| Año  | Título                       | Rol             | Notas                                                                                    |
| ---- | ---------------------------- | --------------- | ---------------------------------------------------------------------------------------- |
| 1997 | Savannah                     | Repartidor      | Episodio "Every Picture Tells a Story"                                                   |
| 2009 | Drop Dead Diva               | Carl Amuroso    | Episodio "Crazy"                                                                         |
| 2009 | Tyler Perry's House of Payne | Harold Williams | Episodio: "Parental Payne"                                                               |
| 2012 | Let's Stay Together          | Johnny Geter    | Episodios: Wait, What? (voz), Creepers                                                   |
| 2012 | Final Witness                | Mark Koponen    | TV Documental, episodio: Vixen's Elixir                                                  |
| 2013 | Sleepy Hollow                | Carlton         | Episodio 8: "Necromancer"                                                                |
| 2013 | Rectify                      | Wendall Jelks   | 8 episodios (2013-2014)                                                                  |
| 2016 | NCIS: New Orleans            | Payton Kirk     | Episodio: "Second Chances"                                                               |
| 2016 | One Mississippi              | Dalton Green    | Episodio: The Cat's Out                                                                  |
| 2016 | The Walking Dead             | Gavin           | Rol recurrente (2016-2017) Temporada 7: 3 episodios (2017-2018) Temporada 8: 5 episodios |
| 2018 | Queen America                | Mr. Cole        | 3 episodios                                                                              |